# Grammatica (software)
Grammatica es un generador de analizadores sintácticos de C# y Java libre. Es similar a otras herramientas como Yacc o ANTLR.
Grammatica soporta el algoritmo LL(k) para gramáticas con un número ilimitado de tokens de anticipación. Está bastante bien probado, y ha sido autocompilado desde la versión 0.1. La documentación contiene una lista completa de características, así como una comparación con otros generadores de analizadores.
Grammatica es software libre y se distribuye bajo la licencia GNU Lesser General Public License (o GNU General Public License con una excepción de vínculos). Esta licencia garantiza el acceso al código fuente y los permisos de uso libre, pero la redistribución de cualquier código modificado debe ponerse bajo la misma licencia.